# Marsella (ort i Colombia, Risaralda, lat 4,94, long -75,74)
Marsella är en ort i Colombia.   Den ligger i departementet Risaralda, i den centrala delen av landet, 190 km väster om huvudstaden Bogotá. Marsella ligger 1 543 meter över havet och antalet invånare är 11 158.
Terrängen runt Marsella är lite bergig. Runt Marsella är det tätbefolkat, med 442 invånare per kvadratkilometer. Närmaste större samhälle är Dosquebradas, 13,4 km sydost om Marsella. I omgivningarna runt Marsella växer i huvudsak städsegrön lövskog.